# Øhavsmuseet
Øhavsmuseet ist ein Museum, das dem Gebiet rund um die Dänische Südsee (Sydfynske Øhav) gewidmet ist und sich auf mehrere Ausstellungsorte in der Faaborg-Midtfyn Kommune verteilt: Øhavsmuseet, Arresten, Kaleko Mølle und Historisches Archiv der Stadt Faaborg (Faaborg Byhistoriske Arkiv).

## Geschichte
2020 ergaben sich neue Möglichkeiten, so dass die Grundstrategie des bestehenden Museums überarbeitet wurde. Das Museum übernahm eine 800 m² große Halle am Hafen von Faaborg, die nunmehr Øhavsmuseet wie die betreibende Organisation heißt. Es wurde als Besucherzentrum für das Inselmeer und Südfünen und als Museum mit Ausstellungen über Mensch und Natur im weiteren Sinne realisiert. Es ist eine Stufe des eigentlichen Landschaftsmuseums, das seit zehn Jahren geplant ist.
Die Verwaltung des Museums befindet sich im alten Bahnhofsgebäude von Faaborg.

## Finanzierung
Die Übernahme erfolgte mit der Realisierung des Projekts Landskab i Fællesskab, das die Nordea-Foundation mit 9,9 Millionen Kronen unterstützt. Gleichzeitig wurden 13 Mio. Kronen über ein staatliches Finanzgesetz für das neue Museum bereitgestellt.

## Themenbereiche
Das neue Museum am Hafen wird das erste Zentrum für den Geopark Det Sydfynske Øhav, der von den vier Kommunen rund um die Dänische Südsee betrieben wird.
Das Museum schützt das kulturelle Erbe und konzentriert sich insbesondere auf die Entstehung der Eiszeitlandschaft und die Kulturgeschichte der Landschaft, einschließlich der Denkmäler und Bauten, die mit der Geschichte der Gemeinde und der Gerichtsbarkeit der Stadt verbunden sind, basierend auf der gut erhaltenen historischen Stadtumgebung von Faaborg und dem Gerichtsgebäude und Gefängnis der Stadt.
Das alte Freilichtmuseum Kaleko Mølle zeigt ein integriertes Gebäude mit Mühlwerk in der Landschaft und ist im Sommer geöffnet. Das Freigelände ist immer zugänglich.
Das Museum im ehemaligen Gerichts-, Arrest- und Rathaus sowie der Polizeistation von Faaborg aus dem Jahr 1840 (umgebaut 1929–1930) enthält den Rahmen um Recht, Strafe und Demokratie, sowohl historisch als auch in der Gegenwart: Die Arrestabteilung war bis 1989 in Betrieb und ist mit modernsten Zellen ausgestattet, und der Gerichtssaal war bis 2006 in Gebrauch.
Aslakr – eine Gemeinschaft für Archäologie und Geschichte in der Kommune Faaborg-Midtfyn – schließt über soziale Medien Fachleute und Hobbywissenschaftler wie Amateurarchäologen und Sondengänger zum Austausch von Informationen zusammen.
Stavn behandelt Erinnerungen und Geschichten. Mit der Einrichtung werden die in der Kommune Faaborg-Midtfyn über soziale Medien ehrenamtlich Tätigen als auch Nutzer der vielen Archive und Schulen in einem verstärkten Netzwerk Lehrveranstaltungen und Projektmitarbeiten zu bestimmten, gemeinsamen historischen Themen organisieren.